# As the Palaces Burn
 (avril 2017).
Si vous disposez d'ouvrages ou d'articles de référence ou si vous connaissez des sites web de qualité traitant du thème abordé ici, merci de compléter l'article en donnant les références utiles à sa vérifiabilité et en les liant à la section « Notes et références ».
Albums de Lamb of God
New American Gospel
(2000) Ashes of the Wake
(2004)
Singles
1. Ruin
Sortie : Mars 2003
2. 11th Hour
Sortie : Octobre 2003
3. As the Palaces Burn
Sortie : 1er mars 2004
4. Vigil
Sortie : 22 octobre 2013

As the Palaces Burn est le deuxième album du groupe de groove metal américain Lamb of God, sorti le 6 mai 2003 et produit en collaboration avec Devin Townsend.

## Présentation
Avec trois singles, As the Palaces Burn a une bien meilleure diffusion sur les radios que leurs précédents albums[réf. nécessaire].
Le 11 novembre 2013, le groupe sort une édition pour le 10e anniversaire de l'album avec des morceaux remixés et remasterisés incluant des versions démo inédites en bonus,,.
Cette édition 10e anniversaire ne se vend qu'à environ 6 400 exemplaires aux États-Unis au cours de sa première semaine de diffusion pour atteindre la 64e place du Billboard 200. À partir de 2013, As the Palaces Burn s'est vendu à 270 000 exemplaires depuis sa sortie en mai 2003, selon Nielsen Soundscan.

## Liste des titres
Toutes les chansons sont écrites et composées par Lamb of God.
| 1.    | Ruin                        | 3:55 |
| 2.    | As the Palaces Burn         | 2:26 |
| 3.    | Purified                    | 3:10 |
| 4.    | 11th Hour                   | 3:45 |
| 5.    | For Your Malice             | 3:43 |
| 6.    | Boot Scraper                | 4:35 |
| 7.    | A Devil in God's Country    | 3:13 |
| 8.    | In Defense of Our Good Name | 4:10 |
| 9.    | Blood Junkie                | 4:22 |
| 10.   | Vigil                       | 4:43 |
| 38:03 |                             |      |

| Titres bonus - Édition remixée et remasterisée 10e anniversaire (11 novembre 2013) | Titres bonus - Édition remixée et remasterisée 10e anniversaire (11 novembre 2013) | Titres bonus - Édition remixée et remasterisée 10e anniversaire (11 novembre 2013) | Titres bonus - Édition remixée et remasterisée 10e anniversaire (11 novembre 2013) | Titres bonus - Édition remixée et remasterisée 10e anniversaire (11 novembre 2013) | Titres bonus - Édition remixée et remasterisée 10e anniversaire (11 novembre 2013) | Titres bonus - Édition remixée et remasterisée 10e anniversaire (11 novembre 2013) | Titres bonus - Édition remixée et remasterisée 10e anniversaire (11 novembre 2013) | Titres bonus - Édition remixée et remasterisée 10e anniversaire (11 novembre 2013) | Titres bonus - Édition remixée et remasterisée 10e anniversaire (11 novembre 2013) |
| No                                                                                 | Titre                                                                              | Durée                                                                              |                                                                                    |                                                                                    |                                                                                    |                                                                                    |                                                                                    |                                                                                    |                                                                                    |
| ---------------------------------------------------------------------------------- | ---------------------------------------------------------------------------------- | ---------------------------------------------------------------------------------- | ---------------------------------------------------------------------------------- | ---------------------------------------------------------------------------------- | ---------------------------------------------------------------------------------- | ---------------------------------------------------------------------------------- | ---------------------------------------------------------------------------------- | ---------------------------------------------------------------------------------- | ---------------------------------------------------------------------------------- |
| 11.                                                                                | Ruin (Version démo inédite)                                                        | 3:44                                                                               |                                                                                    |                                                                                    |                                                                                    |                                                                                    |                                                                                    |                                                                                    |                                                                                    |
| 12.                                                                                | As the Palaces Burn (Version démo inédite)                                         | 2:26                                                                               |                                                                                    |                                                                                    |                                                                                    |                                                                                    |                                                                                    |                                                                                    |                                                                                    |
| 13.                                                                                | Blood Junkie (Version démo inédite)                                                | 4:16                                                                               |                                                                                    |                                                                                    |                                                                                    |                                                                                    |                                                                                    |                                                                                    |                                                                                    |
| 48:26                                                                              |                                                                                    |                                                                                    |                                                                                    |                                                                                    |                                                                                    |                                                                                    |                                                                                    |                                                                                    |                                                                                    |

### Le documentaire
En février 2014, un film documentaire mettant en vedette Lamb of God intitulé As the Palaces Burn est publié dans le monde entier.
Don Argott (en), le réalisateur, commence à filmer ce documentaire pour la tournée de 2012, se concentrant sur les fans du groupe, mais il change radicalement sa portée à la suite de l'arrestation du chanteur principal, Randy Blythe, sur les accusations de coups et blessures volontaires entraînant la mort d'un jeune fan de 19 ans qui escaladait la scène lors d'un concert, à Prague, deux ans plus tôt,. L'adolescent tombe et succombe à ses blessures.
Le film reçoit des avis positifs de la part des critiques.
| 1. | "As the Palaces Burn" - Le documentaire | 1 h 10 min 5 s |

## Crédits

### Membres du groupe
- Randy Blythe : chant
- Mark Morton : guitare
- Willie Adler : guitare rythmique
- John Campbell : basse
- Chris Adler : batterie, percussion

### Musiciens additionnels
- Chris Poland (du groupe Megadeth) : guitare solo  (sur le titre Purified)
- Devin Townsend : guitare (sur le titre A Devil in God's Country)
- Steve Austin (du groupe Today Is the Day) apparaît sur le titre 11th Hour

### Équipes technique et production
- Devin Townsend : production, ingénierie
- Shaun Thingvold : mixage
- Josh Wilbur : mixage (Édition 10e anniversaire)
- Louie Teran : mastering
- Brad Blackwood : mastering (Édition 10e anniversaire)
- Carla Lewis, Dan Kearley, Dennis Solomon, Grant Rutledge, Scott Cooke : ingénieurs assistants
- K3N : artwork